# Kalamazoo, Michigan
Kalamazoo (/[invalid input: 'icon']ˌkæləməˈzuː/) là một thành phố thủ phủ quận Kalamazoo trong tiểu bang Michigan, Hoa Kỳ. Thành phố có tổng diện tích km², trong đó diện tích đất là km². Theo điều tra dân số Hoa Kỳ năm 2010, thành phố có dân số 74.262 người. Đây là một thành phố chính trong vùng đô thị Kalamazoo-Portage với dân số 326.589 người năm 2010.